# Ochropleura dulcis
Ochropleura dulcis là một loài bướm đêm trong họ Noctuidae.